# AT&T圓石灘配對賽
AT&T圓石灘配對賽（AT&T Pebble Beach Pro-Am）是美國高爾夫球PGA巡迴賽的一個賽事，於每年2月在加州圓石灘舉行。AT&T圓石灘配對賽開始於1937年，在1986年改為現名。比賽的賽制是由職業球手和業餘球手搭檔參加。

## 外部連結
- 官方网站
- Coverage on the PGA Tour's official site
- Pebble Beach Golf Links（页面存档备份，存于）

36°34′05″N 121°57′00″W / 36.568°N 121.950°W